# Pagurus bernhardus
Pagurus bernhardus là một loài cua ẩn sĩ biển phố biến ở bờ biển Đại Tây Dương của châu Âu. Nó dài khoảng 3,5 xentimét (1,4 in), và được tìm thấy ở cả các khu vực cát và đá, từ các vùng biển Bắc Cực của Iceland, Svalbard và Nga xa tận phía nam đến Bồ Đào Nha, nhưng không kéo đến tận Địa Trung Hải. Nó có thể được tìm thấy ở các vũng nước trên bờ biển và tại mức thủy triều trung bình đến độ sâu khoảng 140 mét (460 ft), với một số tiêu bản thường được tìm thấy ở các vũng nước trên đá quanh các khu vực giữa bờ và bờ thấp hơn, với các cá thể lớn hơn ở dưới sâu. P. bernhardus là một loài ăn mảnh vụn ăn tạp và ăn xác chết một cách cơ hội, và cũng ăn lọc khi cần thiết.
Pagurus bernhardus sử dụng vỏ sò của một số loài sò để làm nơi bảo vệ nó, bao gồm vỏ của Littorina littorea, Littorina obtusata, Nassarius reticulatus, Gibbula umbilicalis, Nucella lapillus và Buccinum. Trong các khu vực ấm hơn của phạm vi phân bố, hải quỳ Calliactis parasitica thường mọc trên vỏ có Pagurus bernhardus. Ở các xứ lạnh hơn, loài hải quỳ là Hormathia digitata. Loài cua ẩn sĩ này đánh nhau để tranh giành vỏ sò và chỉ ưa thích vỏ một số loài sò.